# Nazionale maschile di beach soccer della Cina
La nazionale di beach soccer della Cina rappresenta la Cina nelle competizioni internazionali di beach soccer.

## Rosa
Aggiornata a luglio 2012
| N. |                 | Ruolo | Calciatore |
| -- | --------------- | ----- | ---------- |
| 1  | Cina (bandiera) | P     | Han Yn     |
| 2  | Cina (bandiera) | D     | Han Xo     |
| 3  | Cina (bandiera) | D     | Lyu Ys     |
| 5  | Cina (bandiera) | D     | Sun Gr     |
| 6  | Cina (bandiera) | C     | Hao Mh     |

| N. |                 | Ruolo | Calciatore |
| -- | --------------- | ----- | ---------- |
| 8  | Cina (bandiera) | C     | Cai Wm     |
| 9  | Cina (bandiera) | A     | Olu H      |
| 10 | Cina (bandiera) | A     | Wan Ch     |
| 12 | Cina (bandiera) | P     | Sun D      |